# Wade Wells
Wade Welles est un personnage de la série Sliders, interprété par Sabrina Lloyd, originaire de San Francisco, et qui a travaillé au magasin informatique Doppler avec Quinn Mallory. Elle a étudié la littérature et la poésie.
Elle a travaillé avec Quinn Mallory et a eu un béguin pour lui. Au cours des glisses suivantes, elle commence à aimer Quinn de façon inconditionnelle.
Dans l'épisode Le Monde des dinosaures, Wade avoue qu'elle ferait n'importe quoi pour Quinn, même mourir pour lui. Elle a une sœur nommée Kelly, avec qui elle partageait une chambre en grandissant, et le nom de son père est Don. Wade est un expert en informatique. Ses convictions personnelles incluent la croyance en des pouvoirs surnaturels.

## Présentation
Wade est un peu la fleur bleue du groupe. Elle tient un journal intime à partir de la fin de la première saison et la famille porte une place particulièrement importante dans sa vie. Amoureuse de Quinn, elle joue souvent au jeu du chat et de la souris avec lui, puis finit par se rapprocher de Rembrandt.

## Histoire

### Saison 1
Wade est la meilleure amie de Quinn (bien qu'elle soit amoureuse de lui) et s'est portée volontaire pour essayer la glisse avec lui et Arturo dans les mondes parallèles (en emportant aussi par accident le chanteur Rembrandt). Mais lorsque les événements ne se passent pas comme prévu, elle et ses amis sont perdus dans les mondes parallèles. Malgré cela, elle ne manifestera aucune colère envers Quinn et continuera de glisser de monde en monde avec ses amis.
Dans le dernier épisode de la saison (Un monde parfait), elle prévoit d'abandonner la glisse lorsqu'elle et ses amis atterrissent dans un monde qui leur semble idéal (ni guerre, ni pollution, ni famine). Sur le point de se faire tuer, elle décide de suivre à nouveau ses amis ; elle est horrifiée à la vue de Quinn gravement blessé à l'épaule.

### Saison 2
Après avoir soigné Quinn, les glisseurs reprennent leur route à travers les mondes. Au cours de cette saison, nous découvrons qu'elle croit au surnaturel (Un monde mystique, Un monde clairvoyant), et malgré la décision des glisseurs de ne pas se mêler des affaires des mondes qu'ils visitent, elle est souvent la première à transgresser cette règle.

### Saison 3
Au cours de cette saison, Wade et ses amis continuent d'aider les mondes qu'ils visitent, et elle finit par se rapprocher de Rembrandt après que celui-ci, sous l'effet d'un philtre d'amour, révèle que la personne qu'il aime vraiment, c'est elle.
Vers le milieu de cette saison (Un monde d'Exode), elle est chargée par le colonel Rickman de faire une liste des personnes qui vont évacuer la terre sur laquelle ils sont, qui est menacée d'extinction, pour la colonisation d'un autre monde. Mais elle a le malheur de voir le professeur Arturo mourir devant elle, assassiné par Rickman. Les glisseurs décident donc, avec Maggie Beckett, de poursuivre Rickman pour venger Arturo, et de récupérer son minuteur qui contient les coordonnées de leur Terre d'origine. Durant tout le reste de la saison, elle ne cessera de se disputer avec Maggie à cause du mauvais caractère de cette dernière. Mais finalement, dans le dernier épisode de la saison (Un monde hybride), les glisseurs réussiront à reprendre le minuteur à Rickman, mais elle sera la seule, avec Rembrandt, à revenir sur sa Terre d'origine, Quinn étant resté pour aider Maggie.

### Saison 4
Peu de temps après que Rembrandt et elle sont revenus sur leur Terre, les Krommags les ont capturés et ont emmené Wade dans un camp de reproduction sur une terre parallèle. Les glisseurs tenteront, sans succès, de la retrouver et rencontreront même une prisonnière évadée l'ayant côtoyée (Un monde de retrouvailles).

### Saison 5
Wade ne sera retrouvée qu'au cours de cette saison, dans l'épisode Un monde requiem, où elle est utilisée par les Kromaggs comme « ordinateur » afin que les Kromaggs puissent retourner sur leur terre d'origine (qui est également la terre d'origine de Quinn et de Colin). Elle finira par utiliser ses nouvelles capacités afin de sauver Rembrandt et disparaît sans que l'on sache vraiment si elle est décédée ou non. Dans le dernier épisode, un prophète révèle qu'elle est effectivement morte.

## Commentaires
L'actrice Sabrina Lloyd quitte la série à la fin du dernier épisode de la saison 3 et l'absence de son personnage est expliquée dès le premier épisode de la saison 4 avec une idée des plus radicales : Wade a été envoyée sur une autre planète pour des expériences de croisement d'espèces entre les Kromaggs et les humains... Des rumeurs racontent que l'actrice se serait fait renvoyer pour diverses raisons, notamment des mésententes salariales ; la version officielle, qui circule sur le net, affirme que l'actrice aurait décidé de son plein gré qu'elle arrêterait la série à la fin de la saison 3. Elle a néanmoins accepté de prêter sa voix lors d'un épisode de la saison 5 (Un monde requiem) qui clôt enfin son histoire.